# Nimtofte
Nimtofte er en by på Djursland med 582 indbyggere  (2025), beliggende 6 km nordøst for Ryomgård, 37 km øst for Randers, 23 km vest for Grenaa og 29 km nord for kommunesædet Ebeltoft. Byen hører til Syddjurs Kommune og ligger i Region Midtjylland. I 1970-2006 hørte Nimtofte til Midtdjurs Kommune.
2 km nordvest for byen ligger forlystelsesparken Djurs Sommerland, og 2 km nord for byen ligger Lübker Golf Club og ferielejlighederne Lübker Golf Resort. Lige nord for byen ligger Djurs Hytteby & Camping.

## Sogn og kirke
Nimtofte hørte til Nimtofte Sogn, som 27. november 2016 blev lagt sammen med Tøstrup Sogn til Nimtofte-Tøstrup Sogn. Nimtofte Kirke ligger i byen. Præstegårdsladen er bygget i 1599 og er landets ældste bevarede. Den fik lov til at blive stående, da den gamle præstebolig blev nedrevet og erstattet af en ny i 1922. I laden er der etableret et lille landbrugsmuseum med gamle redskaber.

## Faciliteter
- Bauneskolen blev opført i 1960. Syddjurs Kommune besluttede at lukke den i 2009, men lokalerne blev udlejet til Nimtofte Friskole, som nu hedder Midtdjurs Friskole og har ca. 60 elever[2] (ca. 100 elever i 2023). Den underviser på 0.-9. klassetrin i 6 klasser, hvor nogle har samlæsning af 2 årgange. Midtdjurs Friskole har morgensamling, udeliv, projektuger og fællesfestival. Den bygger bl.a. på værdierne venskab, mangfoldighed, nærvær og virkelyst.
- Midtdjurs Friskole har SFO og klub, og i 2017 bad Syddjurs Kommune friskolen om at overtage Børnehuset (dengang Solbærkrogen), der var startet i 1999 som kommunal institution. Den har plads til 43 børn, heraf højest 11 vuggestuebørn. Midtdjurs Friskole og Børnehus har tilsammen 13 ansatte.[3]
- Nimtofte Kulturhus er indrettet i byens gamle mejeri af Nimtofte Kulturhusforening, der blev stiftet 21. august 2014 og har knap 100 medlemmer. Kulturhuset har borde og stole til 120 personer og service til 100.[4]
- Nimtofte havde indtil ultimo december 2022 en Dagli'Brugs, som lå i den gamle brugsbygning fra 1912 efter flere udvidelser og moderniseringer. Efter brugsens lukning dannede byens Borgerforening anpartsselskabet Nimtofte Købmandsgård ApS med henblik på at starte ny købmandsforretning i løbet af 2023. Den nye Min Købmand åbnede 2. maj 2024.
- Stor bålhytte med shelters på skolens grund og hundeskov i nordenden af byen etableret som en del af byfornyelsesprojekt 2022-2023[5].
- Desuden findes pizzeria, møbelforretning, tøjbutik og maskinstation.

## Historie
Endelsen "toft", der betyder "hegnet agerjord", tyder på at navnet stammer fra Vikingetiden.
Nimtofte landsby bestod i 1682 af 15 gårde. Det samlede dyrkede areal udgjorde 447,4 tønder land skyldsat til 64,07 tønder hartkorn. Dyrkningsformen var græsmarksbrug med tægter.
I 1853-65 lå ”Den højere Bondeskole” i en bindingsværksbygning i byen. Allerede omkring 1860 var der to store købmandsforretninger i byen.

### Møllen og bageriet
Der har været vandmølle i Nimtofte siden 1600-tallet. Møllen havde gæstestald og gæstekammer, så bønder langvejs fra kunne overnatte. Møllen brændte i 1889, men blev genopbygget. Møllen fik turbine som drivkraft i 1909. Til møllen hørte et stort bageri, som især bagte rugbrød, og i mange år kørte brødvogne rundt til egnens byer. Bageriet åbnede i 1928 et konditori og i 1947 et bageriudsalg. Bagermesteren byggede i 1961 et nyt bageri, hvor pizzeriaet nu ligger. Bageriet blev en betydelig forretning, men måtte lukke i 1997. I en periode havde byen også et såkaldt wienerbageri ved kirken.

### Den gamle kro
Landevejen Randers-Grenaa gik oprindeligt gennem Nimtofte. Postruten mellem Randers og Grenaa blev oprettet i 1810, og den daglige postvogn gjorde ophold ved kroen og krostalden i Nimtofte og fik skiftet heste. Efter at jernbanerne i 1866-67 gjorde Ryomgård til Djurslands midtpunkt, blev postruten nedlagt i 1876, men kroen stod der indtil den i 1911 måtte rives ned. Lige overfor blev den gamle krostald af bindingsværk fra 1832 stående helt til 1960.

### 1875
I 1875 beskrives Nimtofte således: "Nimtofte ved ovennævnte Landevei [fra Grenaa til Randers], med Kirke, Præstegaard, Skole, Kro, Postbefordringsstation og Vandmølle (en mindre Deel af byen, bestaaende af Præstegaarden, to Gaarde, nogle Huse og Møllen, ligger vest for Aaen og hedder egentlig Svenstrup)".
Grenaabanen gik syd for Nimtofte gennem Kolind, og landevejen blev rettet ud, så den gik mere direkte mellem Randers og Grenaa og nord for Nimtofte. Så Nimtofte var ikke længere et trafikalt knudepunkt, men byen havde omkring 400 indbyggere og var stadig betydelig, hvilket ses af at den fik telefoncentral allerede i 1888 – den første telefon i Danmark blev taget i brug i 1879. Centralen blev lukket omkring 1970.

### 1901
I 1901 beskrives Nimtofte og Svenstrup således: "Nimtofte, Ø. for Aaen, med Kirke, Skole, Missionshus (opf. 1893), Lægebolig, Markedsplads (Marked i Feb. og Okt.), Kro; Svenstrup (under Sønderhald Hrd.), V. for Aaen, med Præstegd., Forsamlingshus (opf. 1893), Andelsmejeri, Mølle og Telefonst.". Målebordsbladene viser et fattighus ½ km nord for byen. Markederne blev flyttet til Ryomgård i 1904.
I 1901 blev der åbnet brugsforening i en af de gamle forretninger, hvor der siden 1861 havde været kolonial- og manufakturhandel. Byens ældste købmandsforretning lå på Torvet allerede i 1800-tallet. Der var kro i den ene ende af bygningen, men den kunne ikke overleve, da der i 1911 blev vedtaget et spiritusforbud ved en folkeafstemning. Købmandsforretningen blev udvidet til en hel købmandsgård med støbegods, isenkram, frø og kunstgødning. Den lukkede i slutningen af 1980'erne. Der var postkontor i nogle år, men nu råder Midtdjurs Lokalarkiv over hele bygningen.
I 1903 fik byen apotek i skarp konkurrence med Kolind og Rønde. I 1904 blev der åbnet manufakturhandel, som indehaveren i 1906 flyttede til en nyopført bygning på Torvet. Her drev han desuden tømmerhandel.
I 1908 blev der bygget en ny skole, som Djurs Møbler nu har til huse i. Den fungerede til 1960, hvor den blev afløst af Bauneskolen.

### Gjerrildbanen
Nimtofte fik jernbanestation på Gjerrildbanen, der blev åbnet fra Ryomgård til Gjerrild i 1911, forlænget fra Gjerrild til Grenaa i 1917 og nedlagt i 1956. Stationen havde 95 m krydsnings-/læssespor med svinefold og lå nordvest for bymidten ½ km ude ad Smedegyden, som skiftede navn til Stationsvej. Der var nogen utilfredshed med at brevsamlingsstedet blev flyttet fra Torvet til et postrum i stationsbygningen. I banens tid bredte bebyggelsen sig ud til stationen, men den blev stadig opfattet som beliggende lidt afsides. Da banen blev nedlagt, flyttede postkontoret tilbage til Torvet.
Stationsbygningen er bevaret på Nyvej 4. Fra campingpladsen til den sydvestlige udkant af Ramten går en grusbelagt sti på banens tracé. Den er en del af "Gjerrildstien".

### Stationsbyen
Grenaa Folkebank åbnede en filial i byen. En ny brugsbygning blev opført i 1912. I 1920 blev der oprettet gartnerforretning, som senere også havde skotøj. I 1930'erne var der en boghandel. I 1940'erne var der i nogle år en hattebutik i byen.
Indre Mission stod stærkt i Nimtofte, og i 1935 blev der opført et nyt missionshus, udelukkende betalt af frivillige bidrag. Men Indre Missions Samfund i byen er nu nedlagt, og missionshuset er solgt til privat beboelse.

### Nimtofte Hotel
I sommeren 1912 blev der bygget nyt afholdshotel og købmandsforretning, hvor den gamle kro havde ligget. Hotellet blev i 1949 udvidet med en stor sal, hvilket medførte at byens forsamlingshus fra 1893 måtte lukke i 1952 pga. konkurrencen. Hotellet havde værelsesudlejning til omkring år 2000. Derefter var det kun åbent for fester, og i 2010 måtte det lukke. Nu er der genbrugsbutik.

### Mejeriet
Andelsmejeriet fra 1892 var blevet utidssvarende, og et nyt blev opført i 1921. Mejeriet havde nu 226 leverandører. En hvid mælkevogn kørte rundt og solgte mælk i byen. Mejeriet havde et lille baderum, hvor byens borgere kunne få et varmt bad, hvilket i 1925 kostede 50 øre. Mejeriet blev lukket i 1970 og er nu bygget om til kulturhus.

### Genforeningssten
På Torvet står en sten der blev afsløret i juli 1920 til minde om Genforeningen i 1920.